# Lista de chefes de governo de Cuba
O primeiro-ministro era, entre 1940 e 1976, o chefe de governo de Cuba. Com a Constituição de 1976 o cargo foi abolido, acumulando o chefe de Estado também a função de chefe de governo, num cargo intitulado Presidente do Conselho de Ministros de Cuba. Entretanto, em 2019, o cargo foi restabelecido pelo então presidente Miguel Díaz-Canel, com a nomeação de Manuel Marrero Cruz para o cargo de cinco anos de duração.

## Primeiros-ministros de 1940 — 1976
- Carlos Saladrigas y Zayas (1940 — 1942)
- Ramón Zaydín y Márquez Sterling (1942 — 1944)
- Anselmo Alliegro y Milá (1944 — 1944)
- Félix Lancís Sánchez (1944 — 1945)
- Carlos Prío Socarrás (1945 — 1947)
- Raúl López del Castillo (1947— 1948)
- Manuel Antonio de Varona y Loredo (1948 — 1950)
- Félix Lancís Sánchez (1950 — 1951)
- Óscar B. Gans y López Martínez (1951 — 1952)
- Jorge García Montes (1955 — 1957)
- Andrés Rivero Agüero (1957 — 1958)
- Emilio Núñez Portuondo (1958 — 1958)
- Gonzalo Güell y Morales de los Ríos (1958 — 1959)
- José Miró Cardona (1959 — 1959)
- Fidel Castro (1959 — 1976)

## Presidente do Conselho de Ministros de 1976 — 2019
- Fidel Castro (1976 — 2008)
- Raúl Castro (2008 — 2018)
- Miguel Díaz-Canel (2018 — 2019)

## Primeiros-ministros de 2019 — atualmente
- Manuel Marrero Cruz (2019 — atualmente)